# 佐藤塾
佐藤塾（さとうじゅく）とは、東京都立川市に本部を置く空手道場である。正式名称は王道流 空手道 佐藤塾（おうどうりゅう からてどう さとうじゅく）。
創設者は極真会館主催の第1回オープントーナメント全世界空手道選手権大会チャンピオンの佐藤勝昭。1977年（昭和52年）設立。

## 概要
発足当初は極真会館や、正道会館、士道館主催の選手権大会に門下生を選手として送り出し（極真第2回全世界選手権には原田裕次が出場）他流試合のみであったが、1985年から独自に下段回し蹴り（ローキック）の青少年の身体への影響を危惧し、使用を減らすことを意図した組手試合ルールを宗師である佐藤が考案し、「POINT&K.O.全日本選手権」を主催してきた。
2005年に同大会とルール、審判を空手界全体に役立てればとNPO法人空手道POINT&K.O.ルール協会を設立し、大会主催権及び審判員所属は同協会に移行され他流派選手への公平性を強化した。
また同協会は佐藤塾とは別団体としており、団体・個人入会制度を設けているのでPOINT&K.O.ルールに賛同する他流道場・選手も所属を現状維持のままで加入する事ができるので、より一層オープンな団体構成となった。

## 試合ルール
大会は毎年春季にPOINT&K.O.全日本選手権を行っており、2002年には全日本選手権に代わり第１回POINT＆K.O.国際空手道選手権大会を開催し、以後4年に1度同大会を行っている。
試合上で認められている攻撃はフルコンタクト空手ルールを基盤としているが、POINT＆K.O.ルール規定により、中・上段蹴り等による正確な一撃、気合いの伴った的確なヒット、無防備な部位への的確な攻撃をポイントとして取るため多彩な試合展開となるのが特徴である。手技による顔面打撃は反則であるが、牽制は認められている。
執拗なローキックの連打は試合展開・選手の定型化防止のために減点・反則事項としているが、コンビネーションとしての使用は認められており、ローキックによりKOとなった場合も一本勝ちと判定される。
また、サバキ同様に、倒れた相手に対して瞬時に（当てない）下段攻撃を決めてもポイントとなる。

## 体制
- 宗師 佐藤勝昭
- 塾長 佐藤徳昭
- 事務局長 佐藤美香